# Государственные высшие учебные заведения Франции
Список сделан для работы над проектом Университеты Франции.
Нужно доработать практически все существующие статьи, кроме тех, что помечены жирным шрифтом.
Разделение вузов идет по административному типу заведения, для каждой категории существуют свои правила приёма студентов, финансирования, организации учебного процесса. Нужно описание каждого типа.

## Университеты Франции
Государственные университеты, согласно официальному списку (по состоянию на 1 января 2017 года):
| Официальное название                       | Альтернативное название                               | Город                                                                                        | № в оф. списке |
| ------------------------------------------ | ----------------------------------------------------- | -------------------------------------------------------------------------------------------- | -------------- |
| Университет Экса — Марселя                 |                                                       | Марсель, Экс-ан-Прованс                                                                      | 1              |
| Амьенский университет                      | Пикардийский университет имени Жюля Верна             | Амьен                                                                                        | 2              |
| Университет Анже                           |                                                       | Анже                                                                                         | 3              |
| Университет Антильских островов            | Университет Антильских островов и Гвианы              | Пуэнт-а-Питр, Сен-Клод, Шёльшер                                                              | 4              |
| Университет Артуа                          |                                                       | Аррас                                                                                        | 5              |
| Университет Авиньона и Воклюза             |                                                       | Авиньон                                                                                      | 6              |
| Безансонский университет                   | Университет Франш-Конте                               | Безансон                                                                                     | 7              |
| Университет Бордо                          |                                                       | Бордо                                                                                        | 8              |
| (Ликвидирован)                             |                                                       |                                                                                              | 9              |
| Университет Бордо III                      | Университет Бордо имени Монтеня                       | Бордо                                                                                        | 10             |
| (Ликвидирован)                             |                                                       |                                                                                              | 11             |
| Брестский университет                      | Университет Западной Бретани                          | Брест                                                                                        | 12             |
| Университет Южной Бретани                  |                                                       | Ван, Лорьян, Понтиви                                                                         | 13             |
| Университет Кана                           | Университет Кан — Нормандия                           | Кан                                                                                          | 14             |
| Университет Сержи-Понтуаза                 |                                                       | Сержи-Понтуаз                                                                                | 15             |
| Университет Савойя — Монблан               | Университет Шамбери                                   | Шамбери, Анси, Жакоб-Белькомбетт, Ле-Бурже-дю-Лак                                            | 16             |
| Университет Клермон — Овернь               |                                                       | Клермон-Ферран                                                                               | 17             |
| (Ликвидирован)                             |                                                       |                                                                                              | 18             |
| Корсиканский университет                   | Корсиканский университет имени Паскаля Паоли          | Корте                                                                                        | 19             |
| Дижонский университет                      | Бургундский университет                               | Дижон                                                                                        | 20             |
| Универвитет Эври — Валь-д’Эссона           |                                                       | Эври                                                                                         | 21             |
| Университет Гренобль — Альпы               |                                                       | Гренобль                                                                                     | 22             |
| (Ликвидирован)                             |                                                       |                                                                                              | 23             |
| (Ликвидирован)                             |                                                       |                                                                                              | 24             |
| Гвианский университет                      |                                                       | Кайенна, Куру                                                                                | 24-1           |
| Реюньонский университет                    |                                                       | Ле-Тампон, Сен-Дени, Сен-Пьер                                                                | 25             |
| Университет Ла-Рошели                      |                                                       | Ла-Рошель                                                                                    | 26             |
| Университет Гавра                          |                                                       | Гавр                                                                                         | 27             |
| Университет Ле-Мана                        | Университет Мэна                                      | Ле-Ман, Лаваль                                                                               | 28             |
| Университет Лилль I                        | Лилльский университет наук и технологий               | Вильнёв-д’Аск                                                                                | 29             |
| Университет Лилль II                       | Лилльский университет права и здравоохранения         | Лилль                                                                                        | 30             |
| Университет Лилль III имени Шарля де Голля | Лилльский университет гумманитарных и социальных наук | Лилль                                                                                        | 31             |
| Университет Лиможа                         |                                                       | Лимож                                                                                        | 32             |
| Университет Литорал                        | Университет Литорал — Кот-д’Опал                      | Булонь-сюр-Мер, Дюнкерк, Кале, Сент-Омер                                                     | 33             |
| Университет Лион I                         | Университет Лион I имени Клода Бернара                | Виллёрбан, Лион                                                                              | 34             |
| Университет Лион II                        | Университет Лион II имени братьев Люмьер              | Лион                                                                                         | 35             |
| Университет Лион III                       | Университет Лион III имени Жана Мулена                | Лион                                                                                         | 36             |
| Université Paris-Est-Marne-la-Vallée       | Университет Восточный Париж — Марн-Ла-Валле           | Марн-ла-Валле                                                                                | 37             |
| Университет Монпелье                       |                                                       | Монпелье, Альбаре-Сент-Мари, Безье, Каркасон, Манд, Перпиньян, Сет                           | 38             |
| (Ликвидирован)                             |                                                       |                                                                                              | 39             |
| Университет Монпелье III                   | Университет Монпелье имени Поля Валери                | Монпелье, Безье                                                                              | 40             |
| Университет Мюлуза                         | Университет Верхнего Эльзаса                          | Мюлуз, Кольмар                                                                               | 41             |
| Нантский университет                       |                                                       | Нант, Ла-Рош-сюр-Йон, Сен-Назер                                                              | 42             |
| Университет Ниццы                          | Университет Ниццы имени Софии Антиполис               | Ницца                                                                                        | 43             |
| Университет Нима                           |                                                       | Ним                                                                                          | 44             |
| Университет Новой Каледонии                |                                                       | Нумеа                                                                                        | 45             |
| Университет Орлеана                        |                                                       | Орлеан                                                                                       | 46             |
| Университет Париж I                        | Университет Пантеон-Сорбонна                          | Париж                                                                                        | 47             |
| Университет Париж II                       | Университет Пантеон-Ассас                             | Париж                                                                                        | 48             |
| Университет Париж III                      | Университет Новая Сорбонна                            | Париж                                                                                        | 49             |
| Университет Париж IV                       | Университет Париж-Сорбонна                            | Париж                                                                                        | 50             |
| Университет Париж V                        | Парижский университет имени Декарта                   | Париж                                                                                        | 51             |
| Университет Париж VI                       | Университет имени Пьера и Мари Кюри                   | Париж, Иври-сюр-Сен, Роскоф, Сен-Сир-л’Эколь                                                 | 52             |
| Университет Париж VII                      | Парижский университет имени Дидро                     | Париж, Фонтенбло                                                                             | 53             |
| Университет Париж VIII                     | Университет Винсен — Сен-Дени                         | Монтрёй, Сен-Дени, Трамбле-ан-Франс                                                          | 54             |
| Университет Париж X                        | Университет Западного Парижа — Нантер-ла-Дефанс       | Виль-д’Авре, Нантер, Сен-Клу                                                                 | 55             |
| Университет Париж XI                       | Университет Южного Парижа                             | Кашан, Ле-Кремлен-Бисетр, Орсе, Со, Фонтене-о-Роз, Шатне-Малабри                             | 56             |
| Университет Париж XII                      | Университет Восточного Парижа — Кретей — Валь-де-Марн | Кретей                                                                                       | 57             |
| Университет Париж XIII                     | Университет Северного Парижа                          | Аржантёй, Бобиньи, Вильтанёз, Сен-Дени                                                       | 58             |
| Университет По                             | Университет По и бассейна Адура                       | Англет, Байонна, Мон-де-Марсан, По, Тарб                                                     | 59             |
| Перпиньянский университет                  | Университет Via Domitia                               | Перпиньян, Каркасон, Манд, Нарбонна, Тотавель, Фон-Ромё-Одейо-Виа                            | 60             |
| Университет Пуатье                         |                                                       | Пуатье                                                                                       | 61             |
| Университет Французской Полинезии          |                                                       | Пунаауя                                                                                      | 62             |
| Реймский университет                       | Университет Реймс — Шампань — Арденны                 | Реймс, Труа, Шалон-ан-Шампань, Шарлевиль-Мезьер, Шомон                                       | 63             |
| Университет Ренн I                         |                                                       | Рен, Ланьон, Сен-Бриё, Сен-Мало                                                              | 64             |
| Университет Ренн II                        | Университет Ренн II Верхней Бретани                   | Рен, Сен-Бриё                                                                                | 65             |
| Руанский университет                       | Университете Руана — Нормандии                        | Руан, Мон-Сен-Эньян, Сент-Этьен-дю-Рувре, Эврё, Эльбёф                                       | 66             |
| Сент-Этьенский университет                 | Сент-Этьенский университет имени Жана Монне           | Сент-Этьен, Роан                                                                             | 67             |
| Страсбургский университет                  |                                                       | Страсбург, Агно, Висамбур, Кольмар, Селеста                                                  | 68             |
| Тулонский университет                      |                                                       | Тулон, Драгиньян, Ла-Валет-дю-Вар, Ла-Гард                                                   | 69             |
| Университет Тулуза I                       | Университет Тулуза I — Капитолий                      | Тулуза                                                                                       | 70             |
| Университет Тулуза II                      | Тулузский университет имени Жана Жореса               | Тулуза, Бланьяк, Каор, Монтобан, Фижак, Фуа                                                  | 71             |
| Университет Тулуза III                     | Университет Тулуза III имени Поля Сабатье             | Тулуза                                                                                       | 72             |
| Турский университет                        | Университет имени Франсуа Рабле                       | Тур, Блуа                                                                                    | 73             |
| Университет Валансьена                     | Университет Валансьенна и Эно-Камбресиса              | Камбре, Мобёж, Фамар,                                                                        | 74             |
| Университет Версаль-Сен-Кантен-ан-Ивелин   |                                                       | Версаль, Велизи-Виллакубле, Мант-ан-Ивелин, Мант-ла-Виль, Мант-ла-Жоли, Сен-Кентен-ан-Ивелин | 75             |

А также политехнические институты, ассимилированные с университетами:
- Национальный политехнический институт Лотарингии
- Национальный политехнический институт Тулузы

## Институты и школы вне университетов
- Центральная школа Лилля
- Центральная школа Лиона — fr:École centrale de Lyon
- Центральная школа Нанта — fr:École centrale de Nantes
- Центральная школа Марселя — fr:École centrale de Marseille
- Национальный институт государственной службы (Франция) — fr:École nationale des travaux publics de l'État
- Высшая национальная школа искусств и текстильной промышленности — fr:École nationale supérieure des arts et industries textiles
- Национальный институт прикладных наук Лиона
- Национальный институт прикладных наук Ренна — fr:Institut national des sciences appliquées de Rennes
- Национальный институт прикладных наук Тулузы — fr:Institut national des sciences appliquées de Toulouse
- Национальный институт прикладных наук Руана — fr:Institut national des sciences appliquées de Rouen
- Национальный институт прикладных наук Страсбурга — fr:Institut national des sciences appliquées de Strasbourg
- Высший институт механики Парижа — fr:Institut supérieur de mécanique de Paris
- Технологический университет Компьена — fr:Université de technologie de Compiègne
- Технологический университет Бельфор-Монбельяра — fr:Université de technologie de Belfort-Montbéliard
- Технологический университет Труа — fr:Université de technologie de Troyes

## Высшие нормальные школы
Подробнее о высших школах: fr:École normale supérieure (France)
- Высшая нормальная школа (Париж)
- Высшая нормальная школа (Кашан) — fr:École normale supérieure de Cachan
- Высшая нормальная школа (Фонтенэ-Сен-Клу) — fr:École normale supérieure de Fontenay-Saint-Cloud (lettres et sciences humaines)
- Высшая нормальная школа Лиона

## Французские школы за границей
Подробнее об образовательных учреждениях Франции за границей: fr:Établissement scolaire français à l'étranger
См. также французские школы, сети образовательных учреждений Агентства по французскому образованию за границей AEFE
- Каза де Веласкес — fr:Casa de Velázquez
- Французская школа археологии в Афинах — fr:École française d'Athènes
- Французский институт Дальнего Востока
- Французский институт археологии востока в Каире — fr:Institut français d'archéologie orientale
- Французская школа в Риме — fr:École française de Rome

## Большие учреждения
Большие учреждения (фр. Grand établissement):
- Коллеж де Франс
- Консерватория искусств и ремёсел
- CentraleSupélec
- Высшая школа социальных наук
- Национальная школа хартий
- Национальная высшая школа искусств и ремёсел
- Национальная высшая школа информации и библиотек — fr:École nationale supérieure des sciences de l'information et des bibliothèques
- Практическая школа высших исследований
- Институт политических исследований (Париж)
- Парижский институт физики Земли — fr:Institut de physique du globe de Paris
- Национальный институт истории искусств
- Политехнический институт Бордо — fr:Institut polytechnique de Bordeaux
- Политехнический институт Гренобля
- Музей естествознания (Париж) — Muséum national d'histoire naturelle
- Парижская обсерватория
- Дворец открытий (Париж)
- Университет Париж-Дофин
- Интернациональный центр агрономии — fr:Centre international d'études supérieures en sciences agronomiques
- Высшая школа здравоохранения — fr:École des hautes études en santé publique
- Национальная школа мостов и дорог
- Горная школа Парижа
- Институт современных наук и окружающей среды — fr:Institut des sciences et industries du vivant et de l'environnement
- Национальный институт агрономии, питания и окружающей среды — fr:Institut national supérieur des sciences agronomiques, de l'alimentation et de l'environnement
- Высший институт аэронавтики и космоса (Тулуза)
- Институт агрономии, садоводчества, питания и ландшафта — fr:Institut supérieur des sciences agronomiques, agroalimentaires, horticoles et du paysage

## Государственные заведения административного характера - высшие школы
Подробнее о ГЗАХ: fr:Établissement public à caractère administratif (France)

Подробнее о высших школах: Большие школы (Франция)
- Национальная школа администрации (Франция)
- Политехническая школа
- Школа Лувра

## Исчезнувшие университеты
- Университет Бурже — Université de Bourges (1463—1793)
- Университет Кагора — Université de Cahors (1330—1751)
- Университет Бордо — Université de Bordeaux (1441—1793 et 1896—1968)
- Тулузский университет (бывший) — с 1229 по 1793, с 1896 по 1968.
- Парижский университет — с 1253 по 1968. fr:Université de Paris